# الجزائر في الألعاب الأولمبية الصيفية 2020
شاركت الجزائر في الألعاب الأولمبية الصيفية لعام 2020 في طوكيو. والتي كان من المقرر في الأصل أن تقام في صيف 2020، وأُجلت الألعاب إلى 23 يوليو إلى 8 أغسطس 2021، بسبب جائحة فيروس كورونا. منذ الظهور الأول للجزائر المستقلة عام 1964، شارك الرياضيون الجزائريون في كل دورات الألعاب الأولمبية الصيفية، باستثناء الألعاب الأولمبية الصيفية لعام 1976 في مونتريال بسبب المقاطعة الأفريقية.
تفوض اللجنة الأولمبية الدولية لهذه الألعاب أن تقدم الوفود امرأةً ورجلًا لحمل العلم لحفل الافتتاح. عينت اللجنة الأولمبية الجزائرية الملاكم محمد فليسي والسباحة آمال مليح لحمل علم الوفد الجزائري في 13 يوليو 2021.

## الرياضيّون
تستعرض القائمة التالية عدد الريّاضيّين الجزائريين المشاركين في هذه الدورة.
| رياضة                      | رجال | سيدات | مجموع |
| -------------------------- | ---- | ----- | ----- |
| ألعاب القوى                | 7    | 1     | 8     |
| الملاكمة                   | 5    | 3     | 8     |
| ركوب الكنو                 | 0    | 1     | 1     |
| ركوب الدراجات [الإنجليزية] | 2    | 0     | 2     |
| المبارزة                   | 2    | 2     | 4     |
| الجيدو                     | 1    | 1     | 2     |
| الكاراتيه [الإنجليزية]     | 0    | 1     | 1     |
| التجديف                    | 2    | 0     | 2     |
| الإبحار                    | 1    | 1     | 2     |
| الرماية                    | 0    | 1     | 1     |
| السباحة [الإنجليزية]       | 1    | 2     | 3     |
| كرة الطاولة [الإنجليزية]   | 1    | 0     | 1     |
| رفع الأثقال                | 1    | 0     | 1     |
| المصارعة                   | 8    | 0     | 8     |
| مجموع                      | 31   | 13    | 44    |

## الرياضيون المؤهلون
حقق الرياضيون الجزائريون معايير الدخول، إما عن طريق وقت التأهيل أو الترتيب العالمي،

## ألعاب القوى
في سباقات المضمار والميدان التالية (بحد أقصى 3 رياضيين في كل منافسة):

#### رجال
| رياضي            | المنافسة                         | تصفيات               | تصفيات               | نصف النهائي          | نصف النهائي          | النهائي              | النهائي              |
| رياضي            | المنافسة                         | نتيجة                | مرتبة                | نتيجة                | مرتبة                | نتيجة                | مرتبة                |
| ---------------- | -------------------------------- | -------------------- | -------------------- | -------------------- | -------------------- | -------------------- | -------------------- |
| هشام بوشيشة      | 3000 م موانع للرجال [الإنجليزية] | 8.44.75              | 15                   | لم يتأهل             | لم يتأهل             | لم يتأهل             | لم يتأهل             |
| ياسين حتحات      | 800 م رجال [الإنجليزية]          | 1:46.20              | 5                    | لم يتأهل             | لم يتأهل             | لم يتأهل             | لم يتأهل             |
| عبد المالك لحولو | 400 م موانع [الإنجليزية]         | 48.83                | 3 تأهل               | 49.14                | 5                    | لم يتأهل             | لم يتأهل             |
| توفيق مخلوفي     | 1500 م رجال [الإنجليزية]         | لم يتأهل (انسحاب)(2) | لم يتأهل (انسحاب)(2) | لم يتأهل (انسحاب)(2) | لم يتأهل (انسحاب)(2) | لم يتأهل (انسحاب)(2) | لم يتأهل (انسحاب)(2) |
| جمال سجاتي       | 800 م رجال [الإنجليزية]          | لم يشارك(3)          | لم يشارك(3)          | لم يشارك(3)          | لم يشارك(3)          | لم يشارك(3)          | لم يشارك(3)          |
| بلال تابتي       | 3000 م موانع للرجال [الإنجليزية] | لم يشارك(3)          | لم يشارك(3)          | لم يشارك(3)          | لم يشارك(3)          | لم يشارك(3)          | لم يشارك(3)          |

#### سيدات

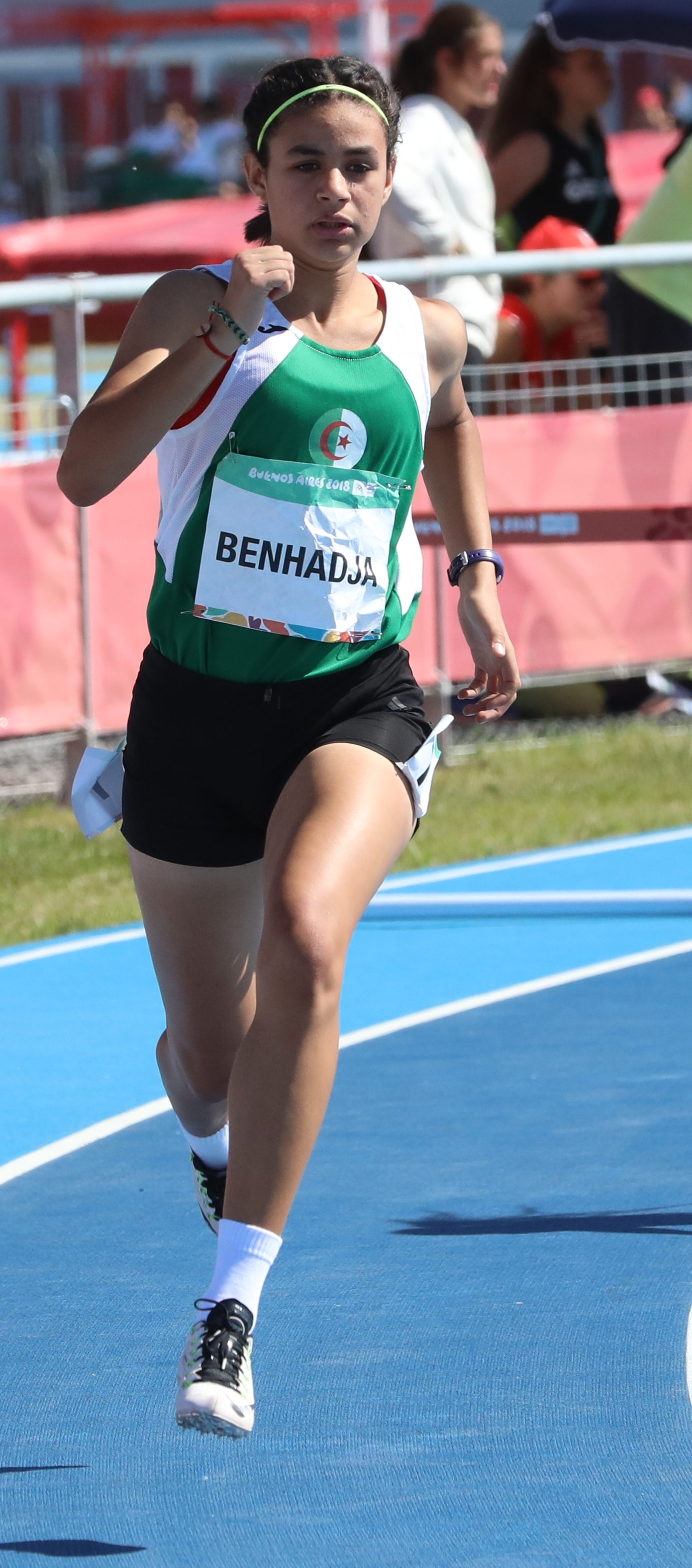
لبنى بن حجة في المرحلة الثانية (400 متر موانع – سيدات) في الألعاب الأولمبية الصيفية للشباب 2018

| الرياضي     | المنافسة                         | تصفيات   | تصفيات | نصف النهائي | نصف النهائي | النهائي  | النهائي  |
| الرياضي     | المنافسة                         | نتيجة    | مرتبة  | نتيجة       | مرتبة       | نتيجة    | مرتبة    |
| ----------- | -------------------------------- | -------- | ------ | ----------- | ----------- | -------- | -------- |
| لبنى بن حجة | 400 متر موانع سيدات [الإنجليزية] | 57.19 PB | 8      | لم تتأهل    | لم تتأهل    | لم تتأهل | لم تتأهل |

#### السباقات الميدانية
| الرياضي    | المنافسة                    | تصفيات  | تصفيات  | النهائيات | النهائيات |
| الرياضي    | المنافسة                    | المسافة | الترتيب | المسافة   | الترتيب   |
| ---------- | --------------------------- | ------- | ------- | --------- | --------- |
| ياسر تريكي | قفز ثلاثي رجال [الإنجليزية] | 17.05   | 5 تأهل  | 17.43     | 5         |

## الملاكمة
دخلت الجزائر بثمانية ملاكمين (خمسة رجال وثلاث سيدات) في البطولة الأولمبية، حيث ضمن كل من محمد فليسي (وزن الذبابة رجال)، شعيب بولودينات (الوزن الثقيل رجال)، والأولمبي ثلاث مرات عبد الحفيظ بن شبلة (الوزن الثقيل رجال)، إلى جانب أربعة مبتدئين (نموشي، وحمري، وبوعلام، وخليف) مراكزهم بالتقدم إلى المباراة النهائية في بطولة التصفيات الأفريقية 2020 في ديامينياديو، السنغال. وأكملت إشراق شعيب تشكيلة الملاكمة في البلاد بتصدرها قائمة الملاكمين المؤهلين من إفريقيا في قسم الوزن المتوسط للسيدات في تصنيفات فريق عمل الملاكمة للجنة الأولمبية الدولية.

#### رجال
| الرياضي            | الفئة                               | 16 نهائي                              | الثمن النهائي | الربع النهائي | النصف النهائي | النهائي     | النهائي  |
| الرياضي            | الفئة                               | الخصم نتيجة                           | الخصم نتيجة | الخصم نتيجة   | الخصم نتيجة   | الخصم نتيجة | مرتبة    |
| ------------------ | ----------------------------------- | ------------------------------------- | --- | ------------- | ------------- | ----------- | -------- |
| محمد فليسي         | وزن الذبابة [الإنجليزية] (-52 كغ)   | غ/م                                   | كارلو بالام ‏ (الفلبين) · خسر: 5–0 | لم يتأهل      | لم يتأهل      | لم يتأهل    | لم يتأهل |
| يونس نموشي         | وزن متوسط [الإنجليزية](-75 كغ)      | كافوما سيموجو (أوغندا) · فاز 5–0      | مارسيال ‏ (الفلبين) · خسر RSC–I | لم يتأهل      | لم يتأهل      | لم يتأهل    | لم يتأهل |
| محمد حومري         | وزن ثقيل خفيف [الإنجليزية](-81 كغ)  | نالك كورباج ‏ (فنزويلا) · فاز 3–2      | أرلين لوبيز (كوبا) · خسر 0–5 | لم يتأهل      | لم يتأهل      | لم يتأهل    | لم يتأهل |
| عبد الحفيظ بن شبلة | وزن ثقيل [الإنجليزية](-91 كغ)       | سنجار تورسونوف ‏ (أوزبكستان) · فاز 4–1 | [[ملف:خطأ لوا في وحدة:Country_alias على السطر 165: Invalid country alias: OCR.\|22x20px\|حدود\|alt=\|link=]] مسلم جادجيماغوميدوف ([[خطأ لوا في وحدة:Country_alias على السطر 165: Invalid country alias: OCR. في الألعاب الأولمبية الصيفية 2020\|خطأ لوا في وحدة:Country_alias على السطر 165: Invalid country alias: OCR.]]) خسر 0–5 | لم يتأهل      | لم يتأهل      | لم يتأهل    | لم يتأهل |
| شعيب بولودينات     | وزن ثقيل سوبر [الإنجليزية](+91 كغ ) | غ/م                                   | ريتشارد توريز (الولايات المتحدة) · خسر 0–5 | لم يتأهل      | لم يتأهل      | لم يتأهل    | لم يتأهل |

#### السيدات
| الرياضي      | الفئة                             | الدور 16                     | الثمن النهائي                 | الربع النهائي                               | النصف النهائي | النهائي     | النهائي  |
| الرياضي      | الفئة                             | الخصم نتيجة                  | الخصم نتيجة                   | الخصم نتيجة                                 | الخصم نتيجة   | الخصم نتيجة | مرتبة    |
| ------------ | --------------------------------- | ---------------------------- | ----------------------------- | ------------------------------------------- | ------------- | ----------- | -------- |
| رميسة بوعلام | وزن الذبابة [الإنجليزية] (-51 كغ) | Jitpong (تايلاند) · خسرت 0–5 | لم يتأهل                      | لم يتأهل                                    | لم يتأهل      | لم يتأهل    | لم يتأهل |
| إيمان خليف   | وزن خفيف [الإنجليزية] (-60 كغ)    | غ/م                          | مريم حمراني (تونس) · فازت 5–0 | كيلي هارينغتون ‏ (جزيرة أيرلندا) · 'خسرت 0–5 | لم يتأهل      | لم يتأهل    | لم يتأهل |
| إشراق شايب   | وزن متوسط [الإنجليزية] (-70 كغ)   | غ/م                          | بوجا راني ‏ (الهند) · خسرت 0–5 | لم يتأهل                                    | لم يتأهل      | لم يتأهل    | لم يتأهل |

## التجديف بالقوارب
تأهلت الجزائر بقارب واحد (كي-1 200 م سيدات) للألعاب من خلال الحصول على مقعد احتياطي حررته جنوب إفريقيا في الألعاب الإفريقية 2019 في الرباط بالمغرب، وهو ما يمثل أول ظهور أولمبي للبلاد في هذا المجال الرياضي.
| الرياضي    | المنافسة                        | التصفيات | التصفيات | الربع النهائي | الربع النهائي | النصف النهائي | النصف النهائي | النهائي  | النهائي  |
| الرياضي    | المنافسة                        | وقت      | مرتبة    | وقت           | مرتبة         | وقت           | مرتبة         | وقت      | مرتبة    |
| ---------- | ------------------------------- | -------- | -------- | ------------- | ------------- | ------------- | ------------- | -------- | -------- |
| أميرة خريس | سيدات كي-1 200 متر [الإنجليزية] | 48.306   | 7        | 49.412        | 8             | لم تتأهل      | لم تتأهل      | لم تتأهل | لم تتأهل |
| أميرة خريس | سيدات كي-1 500 متر [الإنجليزية] | 2:13.626 | 7        | 2:07.548      | 6             | لم تتأهل      | لم تتأهل      | لم تتأهل | لم تتأهل |

## ركوب الدراجات
دخلت الجزائر بمتسابقين للمنافسة في سباق الطريق الأولمبي للرجال، بفضل أفضل خمسين مركز وطني (للرجال) في التصنيف العالمي للاتحاد الدولي للدراجات.
| رياضي                       | المنافسة                         | الوقت      | مرتبة      |
| --------------------------- | -------------------------------- | ---------- | ---------- |
| عز الدين اجاب               | سباق الطريق رجال                 | لم ينهه(5) | لم ينهه(5) |
| عز الدين اجاب               | ضد الساعة فردي رجال [الإنجليزية] | 1:05:21.53 | 36         |
| يوسف رجويجوي حمزة منصوري(4) | سباق الطريق رجال                 | لم ينهه(5) | لم ينهه(5) |

## المبارزة
دخلت الجزائر بأربعة مبارزين في المنافسة الأولمبية. سليم هروي (مبارزة الرجال)، أكرم بوناب (سيف الحسام الرجال)، مريم مباركي (الشيش سيدات)، وكوثر محمد بلكبير (سيف الحسام سيدات)، ضمنوا المراكز في المنتخب الجزائري بنهاية متقدمة في أحداثهم الفردية في تصفيات المنطقة الإفريقية في القاهرة بمصر.
| الرياضي          | المنافسة                      | الدور 64 | الدور 32    | الدور 16    | الثمن النهائي | الربع النهائي | النصف النهائي | النهائي  |
| الرياضي          | المنافسة                      | الخصم نتيجة | الخصم نتيجة | الخصم نتيجة | الخصم نتيجة   | الخصم نتيجة   | الخصم نتيجة   | الرتبة   |
| ---------------- | ----------------------------- | --- | ----------- | ----------- | ------------- | ------------- | ------------- | -------- |
| سليم هروي        | سيف الشيش رجال [الإنجليزية]   | [[ملف:خطأ لوا في وحدة:Country_alias على السطر 165: Invalid country alias: OCR.\|22x20px\|حدود\|alt=\|link=]] فلاديسلاف ميلنيكوف ‏ ([[خطأ لوا في وحدة:Country_alias على السطر 165: Invalid country alias: OCR. في الألعاب الأولمبية الصيفية 2020\|خطأ لوا في وحدة:Country_alias على السطر 165: Invalid country alias: OCR.]]) خسر 6–15 | لم يتأهل    | لم يتأهل    | لم يتأهل      | لم يتأهل      | لم يتأهل      | لم يتأهل |
| أكرم بونابي      | سيف الحسام رجال [الإنجليزية]  | كايتو ستيريتز ‏ (اليابان) · خسر 9–15 | لم يتأهل    | لم يتأهل    | لم يتأهل      | لم يتأهل      | لم يتأهل      | لم يتأهل |
| مريم مباركي      | سيف الشيش سيدات [الإنجليزية]  | فلورا باشتور ‏ (المجر) · خسرت 8–15 | لم تتأهل    | لم تتأهل    | لم تتأهل      | لم تتأهل      | لم تتأهل      | لم تتأهل |
| كوثر محمد بلكبير | سيف الحسام سيدات [الإنجليزية] | يانغ هينغيو ‏ (الصين) · خسرت 1–15 | لم تتأهل    | لم تتأهل    | لم تتأهل      | لم تتأهل      | لم تتأهل      | لم تتأهل |

## الجودو
تأهلت الجزائر بلاعبي جودو (واحد لكل جنس) لكل فئة من فئات الوزن التالية في الألعاب. قُبل فتحي نورين (وزن خفيف رجال، 73 كلغ) مقعدًا قاريًا من إفريقيا كأفضل لاعب جودو في البلاد خارج مركز التأهل المباشر استنادًا إلى قائمة التصنيف العالمي للاتحاد الدولي للجودو في 28 يونيو 2021، مع الأولمبية لمرتين سونيا عسيلة (وزن ثقيل سيدات)، +78 كلغ) الحصول على فتحة إضافية في القائمة الوطنية باعتبارها الجودو الأعلى مرتبة التالية التي تتنافس للتأهل في فئة الوزن المعينة لها.
| الرياضي    | المنافسة                  | الدور 64                              | الدور 32    | الدور 16    | الثمن النهائي | الربع النهائي | النصف النهائي | النهائي     | النهائي  |
| الرياضي    | المنافسة                  | الخصم نتيجة                           | الخصم نتيجة | الخصم نتيجة | الخصم نتيجة   | الخصم نتيجة   | الخصم نتيجة   | الخصم نتيجة | الترتيب  |
| ---------- | ------------------------- | ------------------------------------- | ----------- | ----------- | ------------- | ------------- | ------------- | ----------- | -------- |
| فتحي نورين | Men's −73 kg [الإنجليزية] | محمد عبد الرسول (السودان) · انسحاب(6) | لم يتأهل    | لم يتأهل    | لم يتأهل      | لم يتأهل      | لم يتأهل      | لم يتأهل    | لم يتأهل |

| رياضي      | مسابقة                    | الدور 64    | الدور 16                                   | الثمن النهائي | الربع النهائي | النصف النهائي | تصفيات إعادة التأهيل 1 | تصفيات إعادة التأهيل 2 | النهائي     | النهائي  |
| رياضي      | مسابقة                    | الخصم نتيجة | الخصم نتيجة                                | الخصم نتيجة   | الخصم نتيجة   | الخصم نتيجة   | الخصم نتيجة            | الخصم نتيجة            | الخصم نتيجة | الترتيب  |
| ---------- | ------------------------- | ----------- | ------------------------------------------ | ------------- | ------------- | ------------- | ---------------------- | ---------------------- | ----------- | -------- |
| صونيا عسلة | سيدات +78 كغ [الإنجليزية] | غ/م         | يليزافيتا كالانينا (أوكرانيا) · خسرت 00-10 | لم تتأهل      | لم تتأهل      | لم تتأهل      | لم تتأهل               | لم تتأهل               | لم تتأهل    | لم تتأهل |

## الكاراتيه
دخلت الجزائر برياضية واحدة في الدورة الأولمبية الافتتاحية. حصلت لمياء معطوب على مكان في فئة الكوميتيه للسيدات + 61 كجم، حيث تتنافس الكاراتيكا الأعلى مرتبة للتأهل من المنطقة الأفريقية بناءً على تصنيفات WKD الأولمبية.
| الرياضي     | المنافسة                  | Round Robin                         | Round Robin                        | Round Robin                  | Round Robin              | Round Robin | النصف النهائي | النهائي     | النهائي |
| الرياضي     | المنافسة                  | الخصم نتيجة                         | الخصم نتيجة                        | الخصم نتيجة                  | الخصم نتيجة              | الترتيب     | الخصم نتيجة   | الخصم نتيجة | الترتيب |
| ----------- | ------------------------- | ----------------------------------- | ---------------------------------- | ---------------------------- | ------------------------ | ----------- | ------------- | ----------- | ------- |
| لمياء معطوب | سيدات +61 كغ [الإنجليزية] | ايلينا كيريسي ‏ (سويسرا) · خسارة 1–2 | حميدة عباسعلي ‏ (إيران) · خسارة 0–4 | غونغ لي ‏ (الصين) · خسارة 0–4 | فريال أشرف (مصر) · D 0–0 | 5           | لم تتأهل      | لم تتأهل    | 9       |

## التجديف
تأهلت الجزائر بقارب واحد في التجديف مزدوج خفيف الوزن للرجال للألعاب من خلال الفوز بالميدالية الذهبية ووتأمين مقعد كامل في سباق القوارب المؤهلة للألعاب الأولمبية الإفريقية FISA 2019 في تونس العاصمة.
| الرياضي | المنافسة                                     | تصفيات سباق | تصفيات سباق | تصفيات إعادة التأهيل | تصفيات إعادة التأهيل | النصف النهائي | النصف النهائي | النهائي | النهائي |
| الرياضي | المنافسة                                     | الوقت       | الترتيب     | الوقت                | الترتيب              | الوقت         | الترتيب       | الوقت   | الترتيب |
| --- | -------------------------------------------- | ----------- | ----------- | -------------------- | -------------------- | ------------- | ------------- | ------- | ------- |
| سيد علي بودينة و كمال آيت داود | Men's lightweight double sculls [الإنجليزية] | 6:57.32     | 6 R(7)      | 7:12.08              | 6 FC                 | —             | —             | 6:41.62 | 17      |
| مفتاح التأهيل: FA =نهائي A (ميدالية) ؛ FB =نهائي B (بدون ميدالية) ؛ FC =نهائي C (بدون ميدالية) ؛ FD =نهائي D (بدون ميدالية) ؛ FE =نهائي E (بدون ميدالية) ؛ FF =نهائي F (بدون ميدالية) ؛ SA/B =نصف النهائي A/B ؛ SC/D =نصف النهائي C/D ؛ SE/F =جولات نصف النهائي E/F ؛ QF =ربع النهائي ؛ R =تصفيات إعادة التأهيل |                                              |             |             |                      |                      |               |               |         |         |

## الإبحار
تأهل البحارة الجزائريون بقارب واحد في كل من الفئات التالية من خلال بطولة العالم المصاحبة للفئة وسباق القوارب القارية.
| الرياضي                                                       | المنافسة                | السباق | السباق | السباق | السباق | السباق | السباق | السباق | السباق | السباق | السباق | السباق | السباق | السباق | صافي النقاط | الرتبة النهائية |
| الرياضي                                                       | المنافسة                | 1      | 2      | 3      | 4      | 5      | 6      | 7      | 8      | 9      | 10     | 11     | 12     | م*     | صافي النقاط | الرتبة النهائية |
| ------------------------------------------------------------- | ----------------------- | ------ | ------ | ------ | ------ | ------ | ------ | ------ | ------ | ------ | ------ | ------ | ------ | ------ | ----------- | --------------- |
| حمزة بوراس                                                    | رجال RS:X [الإنجليزية]  | 21     | 23     | 24     | 25     | 26 DNF | 18     | 25     | 24     | 25     | 25     | 25     | 25     | EL     | 260         | 25              |
| أمينة بريشي                                                   | سيدات RS:X [الإنجليزية] | 23     | 26     | 24     | 28 DNF | 28 DNF | 26     | 27     | 27     | 28 DNF | 27     | 26     | 27     | EL     | 289         | 27              |
| م= ميدالية السباق ؛ EL = استبعد - لم يتقدم في سباق الميداليات |                         |        |        |        |        |        |        |        |        |        |        |        |        |        |             |                 |

## الرماية
تلقت الجزائر دعوة من اتحاد الشركات الناشئة والمؤسسات الصغيرة والمتوسطة الابتكارية لإرسال رامية بالبندقية الهوائية 10 أمتار سيدات إلى الأولمبياد، بعد استبعاد شيماء حشاد المصرية من بطولة إفريقيا 2019 بسبب جريمة تعاطي المنشطات. يجب أن يكون اللاعب الذي تم تسميته في الفريق قد حصل على الحد الأدنى من درجة التأهيل (MQS) بحلول 31 مايو 2020
| الرياضي  | المنافسة                                                                   | التصفيات | التصفيات | النهائي  | النهائي  |
| الرياضي  | المنافسة                                                                   | النقاط   | الترتيب  | النقاط   | الترتيب  |
| -------- | -------------------------------------------------------------------------- | -------- | -------- | -------- | -------- |
| هدى شعبي | الرماية في الألعاب الأولمبية الصيفية 2020 – بندقية الهواء 10 أمتار للسيدات | 619.5    | 39       | لم تتأهل | لم تتأهل |

## السباحة
حقق السباحون الجزائريون أيضًا معايير التأهيل في الأحداث التالية (بحد أقصى سباحين في كل منافسة في وقت التصفيات الأولمبية (OQT)، وربما واحد في وقت الاختيار الأولمبي (OST)):
| الرياضي     | المنافسة                              | تصفيات سباق | تصفيات سباق | النصف النهائي | النصف النهائي | النهائي  | النهائي  |
| الرياضي     | المنافسة                              | الوقت       | الترتيب     | الوقت         | الترتيب       | الوقت    | الترتيب  |
| ----------- | ------------------------------------- | ----------- | ----------- | ------------- | ------------- | -------- | -------- |
| أسامة سحنون | 50 م سباحة حرة رجال [الإنجليزية]      | 22.61       | 37          | لم يتأهل      | لم يتأهل      | لم يتأهل | لم يتأهل |
| أسامة سحنون | 100 م سباحة حرة رجال [الإنجليزية]     | 49.65       | 37          | لم يتأهل      | لم يتأهل      | لم يتأهل | لم يتأهل |
| سعاد شرواطي | Women's 10 km open water [الإنجليزية] | غ/م         | غ/م         | غ/م           | غ/م           | 2.17.21  | 25       |
| آمال مليح   | 50 م سباحة حرة سيدات [الإنجليزية]     | 56.65       | 39          | لم تتأهل      | لم تتأهل      | لم تتأهل | لم تتأهل |
| آمال مليح   | 100 م سباحة حرة سيدات [الإنجليزية]    | 25.77       | 35          | لم تتأهل      | لم تتأهل      | لم تتأهل | لم تتأهل |

## كرة الطاولة
دخلت الجزائر بلاعب واحد في مسابقة كرة الطاولة في الألعاب. وسجل العربي بورياح انتصارا في الدور قبل النهائي لاحتلال واحد من المواقع المتاحة الأربعة في فردي الرجال في بطولة تصفيات الاولمبية الأفريقية 2020 في تونس العاصمة.
| الرياضي       | المنافسة      | تمهيدي                         | الجولة 1    | الجولة 2    | الجولة 3    | الجولة 16   | الربع النهائي | النصف النهائي | النهائي     | النهائي  |
| الرياضي       | المنافسة      | الخصم نتيجة                    | الخصم نتيجة | الخصم نتيجة | الخصم نتيجة | الخصم نتيجة | الخصم نتيجة   | الخصم نتيجة   | الخصم نتيجة | الترتيب  |
| ------------- | ------------- | ------------------------------ | ----------- | ----------- | ----------- | ----------- | ------------- | ------------- | ----------- | -------- |
| العربي بورياح | رجال singles ‏ | بنس ماجوروس ‏ (المجر) · خسر 0–4 | لم يتأهل    | لم يتأهل    | لم يتأهل    | لم يتأهل    | لم يتأهل      | لم يتأهل      | لم يتأهل    | لم يتأهل |

## رفع الأثقال
دخلت الجزائر برافع أثقال واحد في المنافسة الأولمبية. تصدّر الأولمبي وليد بيداني مرتين قائمة رافعي الأثقال من إفريقيا في فئة +109 كجم للرجال بناءً على تصنيفات IWF Absolute Continental.
| الرياضي     | المنافسة                   | Snatch      | Snatch      | النتر       | النتر       | المجموع     | الترتيب     |
| الرياضي     | المنافسة                   | نتيجة       | مرتبة       | نتيجة       | مرتبة       | المجموع     | الترتيب     |
| ----------- | -------------------------- | ----------- | ----------- | ----------- | ----------- | ----------- | ----------- |
| وليد بيداني | Men's +109 kg [الإنجليزية] | لم يُنافس(8) | لم يُنافس(8) | لم يُنافس(8) | لم يُنافس(8) | لم يُنافس(8) | لم يُنافس(8) |

## المصارعة
تأهلت الجزائر بثمانية مصارعين لكل فئة من الفئات التالية في المنافسة الأولمبية؛ صعدوا جميعًا إلى أول نهائي لحجز المراكز الأولمبية في المصارعة الحرة للرجال (57 و86 و97 و125 كلغ) والمصارعة اليونانية الرومانية للرجال (60 و67 و87 و97 كلغ) في بطولة التصفيات الأولمبية للمصارعة الأفريقية وأوقيانوسيا 2021 ‏ بمدينة الحمامات التونسية.

#### المصارعة الحرة للرجال
| الرياضي          | المنافسة | الثمن النهائي                              | الربع النهائي | النصف النهائي | الاستدراك   | النهائي     | النهائي  |
| الرياضي          | المنافسة | الخصم نتيجة                                | الخصم نتيجة   | الخصم نتيجة   | الخصم نتيجة | الخصم نتيجة | الترتيب  |
| ---------------- | -------- | ------------------------------------------ | ------------- | ------------- | ----------- | ----------- | -------- |
| عبد الحق خرباش   | −57 كغ   | جورجي فانجيلوف (بلغاريا) خسر 0-11          | لم يتأهل      | لم يتأهل      | لم يتأهل    | لم يتأهل    | لم يتأهل |
| فاتح بن فرج الله | −86 كغ   | ستيفان ريتشموث ‏ (سويسرا) · خسر 2-6         | لم يتأهل      | لم يتأهل      | لم يتأهل    | لم يتأهل    | لم يتأهل |
| محمد فارج        | −97 كغ   | Yergali (كازاخستان) · خسارة 0–5 على البساط | لم يتأهل      | لم يتأهل      | لم يتأهل    | لم يتأهل    | لم يتأهل |
| جهيد برحال       | −125 كغ  | شالا ‏ (كوسوفو) · خسر 0-6VT                 | لم يتأهل      | لم يتأهل      | لم يتأهل    | لم يتأهل    | لم يتأهل |

#### المصارعة اليونانية الرومانية للرجال
| الرياضي          | المنافسة | الثمن النهائي                          | الربع النهائي                     | النصف النهائي | الاستدراك                            | النهائي     | النهائي  |
| الرياضي          | المنافسة | الخصم نتيجة                            | الخصم نتيجة                       | الخصم نتيجة   | الخصم نتيجة                          | الخصم نتيجة | الترتيب  |
| ---------------- | -------- | -------------------------------------- | --------------------------------- | ------------- | ------------------------------------ | ----------- | -------- |
| عبد الكريم قرفات | −60 كغ   | كينيشيرو فوميتا ‏ (اليابان) · خسر 0–8   | لم يتأهل                          | لم يتأهل      | واريهان سيريك ‏ (الصين) · خسر 1–6     | لم يتأهل    | لم يتأهل |
| عبد المالك مرابط | −67 كغ   | ريو هان سو ‏ (كوريا الجنوبية) · خسر 0–8 | لم يتأهل                          | لم يتأهل      | لم يتأهل                             | لم يتأهل    | لم يتأهل |
| بشير سيد عزارة   | −87 كغ   | Peng (الصين) · فاز 11-1                | زان بيلينيوك (أوكرانيا) · خسر 1–1 | لم يتأهل      | زورابي داتوناشفيلي (صربيا) · خسر 1–5 | لم يتأهل    | لم يتأهل |
| آدم بوجملين      | −97 كغ   | محمد هادي ساراوي (إيران) · خسر 0–9     | لم يتأهل                          | لم يتأهل      | لم يتأهل                             | لم يتأهل    | لم يتأهل |

## الهوامش
- 2 : في 26 يوليو 2021، أعلن توفيق مخلوفي عبر حسابه على “فايسبوك” انسحابه من الألعاب الأولمبية 2020 بطوكيو، بسبب عدم جاهزيته من الناحية البدنية وبسبب «إصابة على مستوى الركبة».[60][61]
- 3 : تعرّض بلال تابتي رفقة زميله جمال سجاتي للإصابة بِفيروس كورونا، بعد وصولهما إلى طوكيو للمشاركة في الألعاب الأولمبية، وبعد خضوعه لِفحصَين طبّيَين، قرّر المُنظّمون إخضاع تابتي وسجاتي للحجر الصحّي[62] لمدة 14 يوما بأحد الفنادق خارج القرية الأولمبية، وهو ما يعني عدم مشاركتهما في الأولمبياد.[63][64]
- 4 : أصيب الدراج يوسف رقيقي بفيروس كورونا وهو يتأهب للسفر لطوكيو انطلاقا من إسطنبول، ليكون أول رياضي جزائري يغيب عن الأولمبياد بسبب الجائحة، وعُوض بحمزة منصوري.[63][65]
- 5 : أُقصي كل من العدّاءَين عز الدين لعقاب وحمزة منصوري في الدور الأوّل، بعد عدم إكمالهما السباق (234 كلم)، وقد فاز به الإكوادوري كاراباز ريتشارد بِتوقيت قدره 6سا و5د و26ثا.[26]
- 6 : انسحب فتحي نورين قائلا إن ذلك كان لتجنب احتمال مواجهة لاعب جودو إسرائيلي. حيث كان من المقرر أن يواجه نورين اللاعب السوداني محمد عبد الرسول في مباراته الأولى في دور الـ64، مع احتمالية أن يلتقي في دور الـ32 مع الإسرائيلي توهار بوتبول في فئة 73 كلغ رجال، والذي احتل المرتبة الخامسة في البطولة. انسحب نورين لدعم فلسطين في الصراع الإسرائيلي الفلسطيني. إثر ذلك، فتح الاتحاد الدولي للجودو تحقيقا في الأمر أدى إلى إيقاف نورين ومدربه عمار بن خليف إيقافا مؤقتا.[66][67] وإعادتهما من طوكيو إلى الجزائر.[68][69] وأوضح الاتحاد:[70]«وفقاً لقوانين الاتحاد الدولي، وبما يتماشى مع الميثاق الأولمبي، خاصّة مع القاعدة 50.2، التي تنص على حماية حيادية الرياضة في الألعاب الأولمبية وحياد الأولمبياد نفسه، والتي تنصّ على أنه "لا يُسمح بأي نوع من التظاهرات أو الدعاية السياسية أو الدينية أو العرقية في أي موقع من مواقع أو أماكن الألعاب الأولمبية"، تمّ تعليق مشاركة فتحي نورين وعمار بنخليف وسيواجهان قراراً من لجنة الانضباط في الاتحاد الدولي للجودو، فضلاً عن عقوبات تأديبية من قبل اللجنة الأولمبية الوطنية الجزائرية فور عودتهما للبلاد.»وتابعت: «رياضة الجودو تقوم على أساس أخلاقي قوي، بما في ذلك الاحترام والصداقة، لتعزيز التضامن ولن نتسامح مع أي تمييز، لأنه يتعارض مع القيم والمبادئ الأساسية لرياضتنا».[70] ستتعامل لجنة الانضباط في الاتحاد مع العقوبة النهائية بعد دورة الألعاب الأولمبية.[70][71] وهذه ليست المرة الأولى التي يُقدم فيها نورين على مثل هذه الخطوة، فقد انسحب من بطولة العالم للجودو سنة 2019 في طوكيو حينما كان سيواجه نفس اللاعب الإسرائيلي. وقال نورين، في تصريحات لقناة البلاد الجزائرية، إن «موقفي ثابت من القضية الفلسطينية، وأرفض التطبيع وإن كلفني ذلك الغياب عن الألعاب الأولمبية، سيعوضنا الله».[72][73]
- 7 : احتل كمال آيت داوود وسيد علي بودينة المركز السادس والأخير في اختصاص زوجي وزن خفيف ضمن الفوج الثالث للدور الأوّل، ومنح لهما المُنظّمون – ولِأمثالهما – فرصة أخرى للتعويض أو ما يُعرف في بـ “الإستدراك”.[26]
- 8 : بعد تحليل إيجابي لكوفيد-19 لدى وصوله إلى طوكيو قادما إليها من إسطنبول،[74] وفي 3 أغسطس 2021 أُجري له اختبار جديد وظهر أيضًا إيجابي مما منعه من المشاركة في الأولمبياد.[75]